# NGC 3600
NGC 3600 (również PGC 34353 lub UGC 6283) – galaktyka spiralna (Sa), znajdująca się w gwiazdozbiorze Wielkiej Niedźwiedzicy. Odkrył ją William Herschel 14 stycznia 1788 roku.